# Darius Washington Jr.
Darius Myron Washington Jr. (Winter Park, 6 december 1985) is een Amerikaans-Macedonisch voormalig basketballer.

## Carrière
Washington speelde collegebasketbal voor de Memphis Tigers van 2004 tot 2006. Hij werd niet gekozen in de NBA draft van 2006 en speelde gedurende de zomer voor de Houston Rockets en de Dallas Mavericks in de NBA Summer League. Hij tekende hierna bij de Dallas Mavericks maar eind oktober 2006 werd zijn contract ontbonden. Hij tekende vervolgens een contract bij het Griekse PAOK Saloniki BC. In november 2006 werd hij gekozen als tiende in de eerste ronde van de NBA Development League Draft 2006. Vanaf maart 2007 speelde hij de rest van het seizoen bij het Tsjechische Basketball Nymburk waarmee hij een landstitel won.
In oktober 2007 tekende hij bij de San Antonio Spurs, hij werd hierna naar de Austin Toros gestuurd in november en december 2007. Hij kreeg zijn kans toen Tony Parker geblesseerd uitviel. Eind december 2007 werd zijn contract ontbonden door de Spurs. Hij tekende daarop een contract in januari 2008 bij het Griekse Aris BC. In de zomer van 2008 speelde hij in de NBA Summer League voor de Milwaukee Bucks. Hij tekende daarna een contract bij de Chicago Bulls maar dat werd in oktober 2008 ontbonden. Hij ging daarop spelen voor het Russische PBK Ural-Great Perm voor een seizoen. Het seizoen 2009/10 speelde hij voor het Turkse Galatasaray. Hij verliet de ploeg in april 2010 en ging spelen voor het Italiaanse Pallacanestro Virtus Roma waar hij ook het seizoen 2010/11 speelde.
In de zomer van 2011 speelde hij voor het Puerto Ricaanse Piratas de Quebradillas. Hij tekende voor het seizoen 2011/12 bij het Turkse Türk Telekom BK. In de zomer van 2012 keerde hij terug naar Piratas de Quebradillas. In januari 2013 tekende hij bij Hapoel Eilat BC uit Israël als vervanger van de vertrokken Austin Freeman. Hij verliet de ploeg aan maand later alweer en tekende bij het Franse Le Mans Sarthe Basket. Voor de start van het seizoen 2013/14 keerde hij terug naar de Turkse competitie en tekende bij Olin Edirne. In de zomer van 2014 speelde hij voor Big Apple Basketball in The Basketball Tournament. Hij keerde voor het seizoen 2014/15 terug naar Basketball Nymburk en won voor een tweede keer het landskampioenschap.
In januari 2016 tekende hij bij het Turkse Sakarya BB. Hij speelde daarna bij het Chinese Henan Roaring Elephants. In januari 2018 speelde hij nog voor het Griekse Iraklis Thessaloniki BC. In de zomer van 2018 speelde hij voor Team DRC in The Basketball Tournament. In april 2019 tekende hij bij het Macedonische KK Rabotnički Skopje.
In de zomer van 2019 speelde hij voor Bluff City in The Basketball Tournament. In maart 2020 tekende hij bij het Mexicaanse Ostioneros de Guaymas. Hij tekende voor het seizoen 2020/21 bij de Belgische eersteklasser Phoenix Brussels. In mei 2021 liep hij een blessure op waardoor hij voor de rest van het seizoen uit was. In maart 2022 tekende hij bij het Kosovaarse KB Peja waarmee hij landskampioen werd. In 2024 speelde hij voor een derde keer in The Basketball Tournament ditmaal opnieuw voor Team DRC. In 2025 speelde hij voor Dunkin' Dogs in The Basketball Tournament.

## Privéleven
Washington verkreeg ook de Macedonische nationaliteit. 

## Erelijst
- Tsjechisch landskampioen: 2007, 2015
- Tsjechisch bekerwinnaar: 2007
- Macedonisch bekerwinnaar: 2019
- Kosovaars landskampioen: 2022

## Statistieken

### Regulier seizoen
| Seizoen  | Team              | WG | WS | MPW | 2P%  | 3P%  | FW%  | RPW | APW | SPW | BPW | PPW |
| -------- | ----------------- | -- | -- | --- | ---- | ---- | ---- | --- | --- | --- | --- | --- |
| 2007/08  | San Antonio Spurs | 18 | 0  | 8,1 | 43,8 | 33,3 | 53,8 | 1,1 | 0,8 | 0,3 | 0,0 | 2,9 |
| Carrière | Carrière          | 18 | 0  | 8,1 | 43,8 | 33,3 | 53,8 | 1,1 | 0,8 | 0,3 | 0,0 | 2,9 |